# Frédéric Guilbert
Frédéric Guilbert (Valognes, 24 de dezembro de 1994) é um futebolista profissional francês que atua como lateral direito. Atualmente joga pelo Lecce.